# Banksula rudolphi
Banksula rudolphi is een hooiwagen uit de familie Phalangodidae. De wetenschappelijke naam van Banksula rudolphi gaat terug op Briggs & Ubick.